# Milliyet
O Milliyet ("Nacionalidade" em turco) é um dos maiores jornais diários turcos. Foi fundado em 3 de maio de 1950 em Istambul e atualmente faz parte da Doğan Holding, um grupo financeiro, industrial e de media que detém também os diários Hürriyet, Radikal e várias outras publicações, canais de televisão, etc.
O jornal foi fundado por Ali Naci Karacan. Durante muitos anos o Milliyet foi dirigido por uma dos grandes nomes da imprensa turca, Abdi İpekçi, que é apontado como alguém que muito contribuiu para a elevação da qualidade jornalística na Turquia, por ter introduzido a sua noção de critério jornalístico. Em 1 de fevereiro de 1979, İpekçi foi assassinado por Mehmet Ali Ağca, o mesmo que alguns anos depois tentaria assassinar o papa João Paulo II.
A 6 de outubro de 1980, a família Karacan entregou o controle do jornal a Aydın Doğan, o principal magnata dos media na Turquia e fundador do Grupo Doğan. Desde 1994 que o Milliyet abandonou a linha editorial sóbria e estável estabelecida por Abdi İpekçi, substituindo-a por uma orientação semelhante ao tradicionalmente mais populista Hürriyet. Por exemplo, é comum a edição de Internet incorporar material sensacionalista dos tabloides ingleses The Sun e Daily Mail. Atualmente há uma grande sobreposição de conteúdos entre o Milliyet e o Hürriyet, quer em textos, quer em fotografias.
Em setembro de 2009 o Milliyet foi o primeiro jornal turco a disponibilizar os seus arquivos digitais na Internet.